# Remo Venturelli
Remo Venturelli es un deportista italiano que compitió en judo. Ganó una medalla de plata en el Campeonato Europeo de Judo de 1962, en la categoría 2.º dan amateur.

## Palmarés internacional
| Campeonato Europeo | Campeonato Europeo | Campeonato Europeo | Campeonato Europeo |
| Año                | Lugar              | Medalla            | Categoría          |
| ------------------ | ------------------ | ------------------ | ------------------ |
| 1962               | Essen (RFA)        | Medalla de plata   | 2.º dan (A)        |